# 斯韋亞 (明尼蘇達州)
斯韋亞（英語：Svea）是位於美國明尼蘇達州坎迪約希縣懷特菲爾德鎮區的一個非建制地區。

## 地理
斯韋亞所處的海拔為高於海平面351米（即1152英呎），而該地所採用的時區為UTC-6，即北美中部時區（CST）。同時該地設有夏令時間，為UTC-6調快一小時，即UTC-5（CDT）。